# Valanga di Galtür
La valanga di Galtür si formò e travolse l'abitato del comune tirolese da cui prende il nome, intorno alle ore 16 del 23 febbraio 1999.

## Dinamica
La valanga precipitò sul piccolo borgo distruggendo almeno sette edifici e seppellendo 57 persone di cui 31 rimasero uccise. Impiegò 50 secondi per colpire gli edifici e li raggiunse ad una velocità stimata in 290 km/h. Sulla tragedia, nel 2005, fu girato un documentario del National Geographic Channel: Quei secondi fatali - Tsunami Alpino.

## Soccorsi
Dato che la località era vicina al confine, parteciparono ai soccorsi anche organizzazioni non austriache; in particolare intervennero anche elicotteri svizzeri, francesi, tedeschi e dell'esercito statunitense.

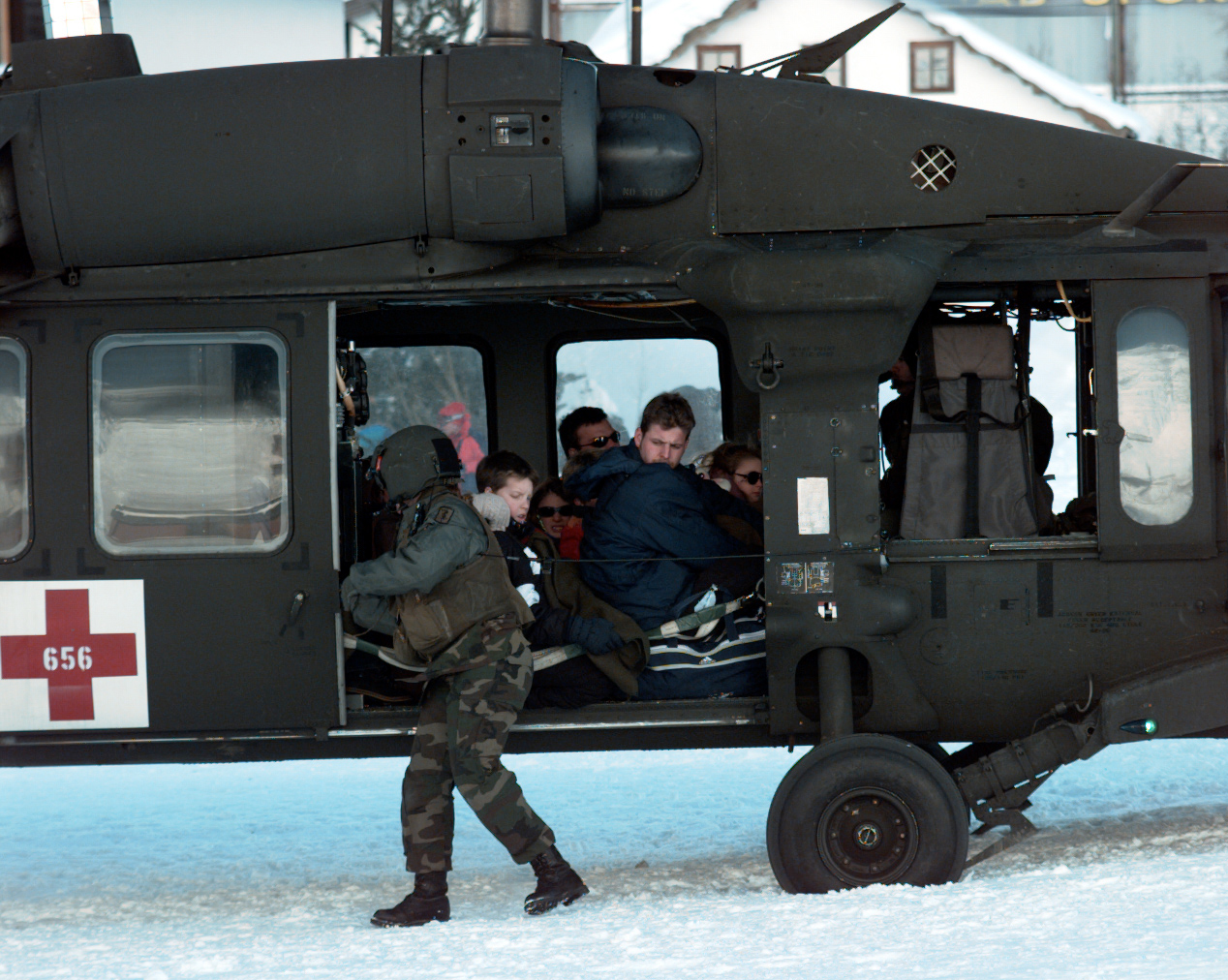
Un elicottero USA evacua dei turisti

## Lavori
Per evitare altre tragedie fu costruito un muro di protezione dalle valanghe. Esso misura 345 m di lunghezza per 19 m d’altezza, e ha richiesto l'uso di 70000 kg di acciaio.